# Великокобелячківська сільська рада
Великокобелячківська сільська рада — колишній орган місцевого самоврядування у Новосанжарському районі Полтавської області з центром у c. Великий Кобелячок.

## Населені пункти
Сільраді були підпорядковані населені пункти:
- c. Великий Кобелячок
- с. Козуби
- с. Сулими
- с. Шовкопляси